# Neogastroclonium
Neogastroclonium, monotipski rod crvenih algi u porodici Champiaceae, dio reda Rhodymeniales. Jedina vrsta je morska alga N. subarticulatum iz Pacifika; lokalitet lektotipa je Nootka Sound kod kanadskog otoka Vancouver.
I rod i vrsta taksonomski su priznati.

## Sinonimi
- Fucus ovalis var. subarticulatus Turner 1809
- Chondria ovalis var. subarticulata (Turner) C.Agardh 1822
- Lomentaria ovalis var. subarticulata (Turner) Zanardini 1841
- Gastroclonium subarticulatum (Turner) Kützing 1843
- Laurencia ovalis var. subarticulata (Turner) Frauenfeld 1854
- Chylocladia ovata var. subarticulata (Turner) Batters 1902
- Chylocladia subarticulata (Turner) Yates 1902
- Chylocladia ovalis f. subarticulata (Turner) Kylin 1925
- Lomentaria ovalis var. coulteri Harvey 1853
- Lomentaria ovalis var. robustior J.Agardh 1876
- Chylocladia ovalis var. coulteri (Harvey) Farlow 1876
- Gastroclonium coulteri (Harvey) Kylin 1931

## Vanjske poveznice
|  | Zajednički poslužitelj ima još gradiva o temi Neogastroclonium |
|  | Wikivrste imaju podatke o taksonu Neogastroclonium             |